# Analogue Bubblebath 4
Analogue Bubblebath 4 è il quarto EP pubblicato con lo pseudonimo AFX dal musicista Richard D. James. È il quarto EP della serie omonima.
È stato pubblicato in versione vinile 12 pollici con quattro tracce, e CD con una traccia nascosta aggiuntiva, tutte composte nello stile acid house, techno e ambient popolare in quel periodo.
Le tracce, dal primo rilascio, non hanno titoli. Successivamente, i fan hanno affibbiato titoli che richiamavano gli elementi sonori presenti nelle relative tracce. La quinta traccia è un frammento modulato di conferenza con il noto stuntman Evel Knievel dopo un incidente allo Snake River Canyon.
Sul sito della Rephlex Record, è comparso più tardi il titolo "Cuckoo" per la seconda traccia. I restanti nomi non sono ufficiali.

## Tracce
Lato A
1. (senza titolo) – 6:22
2. Cuckoo – 6:04

Durata totale: 12:26
Lato B
1. (senza titolo) – 5:08
2. (senza titolo) – 8:21
3. (senza titolo) – 0:27

Durata totale: 13:56

### Lista tracce coi nomi affibbiati dai fan
Lato A
1. Elephant – 6:22
2. Cuckoo – 6:04

Lato B
1. Gibbon – 5:08
2. Sloth – 8:21
3. Knievel – 0:27